# Clytorhynchus
Clytorhynchus – rodzaj ptaków z rodziny monarek (Monarchidae).

## Zasięg występowania
Rodzaj obejmuje gatunki występujące w Oceanii – na Vanuatu, Nowej Kaledonii, Fidżi, Tonga, Samoa, Wyspach Santa Cruz oraz Wyspach Salomona.

## Morfologia
Długość ciała 18–21 cm; masa ciała 24,5–29,2 g.

## Systematyka
Rodzaj zdefiniował w 1870 roku amerykański przyrodnik Daniel Giraud Elliot na łamach Proceedings of the Zoological Society of London. Jako gatunek typowy Elliot wyznaczył dzierzbodzioba nowokaledońskiego (C. pachycephaloides).  

### Etymologia
- Clytorhynchus (Clytorrhynchus): gr. κλυτος klutos „wspaniały”, od κλεω kleō „świętować”; ῥυγχος rhunkhos „dziób”[6].
- Pinarolestes: gr. πιναρος pinaros „brudny”; λῃστης lēistēs „złodziej” (tj. dzierzba), od λῃστευω lēisteuō „kraść”[7]. Typ nomenklatoryczny: Myiolestes vitiensis Hartlaub, 1866.

### Podział systematyczny
Do rodzaju należą następujące gatunki:
- Clytorhynchus hamlini (Mayr, 1931) – dzierzbodziób samotny
- Clytorhynchus nigrogularis (E.L. Layard, 1875) – dzierzbodziób czarnogardły
- Clytorhynchus sanctaecrucis Mayr, 1933 – dzierzbodziób białouchy
- Clytorhynchus pachycephaloides Elliot, 1870 – dzierzbodziób nowokaledoński
- Clytorhynchus vitiensis (Hartlaub, 1866) – dzierzbodziób rdzawoboczny